# Мейер-Бенфей, Генрих
Генрих Мейер-Бенфей (нем. Heinrich Meyer-Benfey; 14 марта 1869, Либенбург — 30 декабря 1945, Букстехуде) — немецкий германист, внештатный профессор Гамбургского университета.

## Биография
Генрих Мейер изучал немецкую литературу, лингвистику, английскую литературу и индологию, а также — санскрит в Геттингенском университете. После этого он работал над пересмотром немецкого словаря братьев Гримм. Бенфей являлся одним из ранних сторонников движения женской эмансипации — он поддерживал Федерацию по охране материнства (Deutscher Bund für Mutterschutz und Sexualreform). В 1910 году он не смог защитить докторскую диссертацию по драме Генриха фон Клейста в весьма консервативном университете Геттингена.
В 1919 году Мейер стал приват-доцентом в недавно созданном Гамбургском университете, а в 1923 — внештатным экстраординарным профессором; он так и не вошел в штат до своей пенсии в 1938 году. В этот период он также преподавал в Народном университете. Мейера отличала «исключительная широта интересов и знаний»: от древнеиндийского поэта Калидаса и Мартина Лютера, до Льва Толстого и Фридриха Ницше. Генрих Мейер также состоял в переписке с многочисленными писателями и правозащитниками своего времени. Вместе со своей второй женой, он опубликовал работы Рабиндраната Тагора в Германии: поскольку имевшиеся в то время английские переводы текстов Тагора не удовлетворили Мейера, он начал изучать бенгальский язык, чтобы прочитать их в оригинале.
До 1933 года Мейер-Бенфей поддерживал политику Фридриха Наумана и состоял членом Немецкой демократической партии. 11 ноября 1933 года Генрих Мейер-Бенфей был среди более 900 ученых и преподавателей немецких университетов и вузов, подписавших «Заявление профессоров о поддержке Адольфа Гитлера и национал-социалистического государства». Во время нацистской диктатуры ему больше не разрешалось публиковать: Некоторые из его литературно-исторических исследований появились посмертно.

## Работы
- Die Sprache der Buren. Einleitung, Sprachlehre und Sprachproben. Fr. Wunder, Göttingen 1901.
- Die sittlichen Grundlagen der Ehe: Ein Beitrag zur Begründung einer Sexualethik, Jena 1909.
- Das Drama Heinrich v. Kleists. Hapke, Göttingen 1911—1913.
  - Bd. 1: Kleists Ringen nach einer neuen Form des Dramas. 1911.
  - Bd. 2: Kleist als vaterländischer Dichter. 1913.
- Rabindranath Tagore. Brandussche Verlagshandlung, Berlin 1921.
- Kleist. Teubner, Leipzig 1923.
- Lessing und Hamburg. W. Mauke Söhne, Hamburg 1929.
- Heinrich Heine und seine Hamburger Zeit. Deutscher Literatur-Verlag, Hamburg-Wandsbek 1946.
- Tolstois Weltanschauung. Deutscher Literatur-Verlag, Hamburg-Wandsbek 1946.
- Welt der Dichtung. Ausgewählte Schriften. Herausgegeben von Fritz Collatz. Deutscher Literatur-Verlag, Hamburg-Wandsbek 1963.
- Mein lieber Meister. Briefwechsel 1920—1938 / Rabindranath Tagore, Helene Meyer-Franck und Heinrich Meyer-Benfey. Herausgegeben von Martin Kämpchen und Prasanta Kumar Paul. Aus dem Englischen übersetzt von Ingrid von Heiseler. Draupadi-Verlag, Heidelberg 2011, ISBN 978-3-937603-44-5.

## Семья
В 1895 году Генрих Мейер женился на Флоре Бенфей, еврейскую фамилию которой он добавил к своему имени; в 1904 году его жена умерла и 5 октября 1906 года он женился на Элене Франк.